# Jonathan Menéndez
Jonathan "Jony" Rodríguez Menéndez (ur. 9 lipca 1991 w Cangas del Narcea) – hiszpański piłkarz występujący na pozycji pomocnika, zawodnik CA Osasuna (wypożyczony z S.S. Lazio). 

## Życiorys

### Kariera klubowa
Wychowanek hiszpańskich drużyn: Narcea, Real Oviedo i FC Barcelona. W swojej karierze grał w takich klubach, jak: Real Oviedo B z Tercera División, Real Oviedo z Segunda División B, Marino de Luanco, Getafe CF B, Real Avilés, Sporting Gijón B, Sporting Gijón z Segunda División, Málaga CF z Primera División oraz Deportivo Alavés.
22 lipca 2019 podpisał kontrakt z włoskim klubem S.S. Lazio z Serie A, kwota odstępnego 1,45 mln euro; umowa do 30 czerwca 2023. 20 września 2020 został wypożyczony do hiszpańskiego klubu CA Osasuna, kontrakt do 30 czerwca 2021 z opcją wykupu za 5 mln euro.

## Sukcesy

### Klubowe
Sporting Gijón
- Zdobywca drugiego miejsca w Segunda División: 2014/2015

S.S. Lazio
- Zdobywca Superpucharu Włoch: 2019

### Indywidualne
- Gracz miesiąca marzec 2018 w Segunda División[13]